# ادخار سلبي
الادخار السلبي (بالإنجليزية: Dissaving)‏، هو عندما يكون الإنفاق أكبر من الدخل. ويحدث حينما يعيش فرد معين على المدخرات السابقة. وفي الفترات التضخمية، يفضل بعض الأفراد الذين يجدون أنه مع حدوث الانخفاض في قيمة النقود، فلن تستمر دخولهم في تزويدهم بمستوى المعيشة الذي اعتادوا عليه طريقة السحب من المدخرات السابقة بدلاً من المعاناة من حدوث انخفاض في مستوى معيشتهم.